# Православный собор Святого Иоанна Предтечи (Комрат)
Православный собор Святого Иоанна Предтечи (рум. Catedrala Sfântul Ioan Botezătorul, гаг. İoan Vaatizedici katedrali) — расположенный в городе Комрат православный собор. Входит в состав Кагульской и Комратской епархии Молдавской православной церкви, входящей в состав Русской Православной Церкви.

## История
Точной даты основания храма нет. Однако в большинстве своём годом основания собора 1840. Связано это, в первую очередь, с открытием храма и первой службой. Сначала был построен храм, а позднее колокольня. Основание собора связывают с именем священнослужителя Феодосия Маруневича. Значительный вклад в дело финансирования строительства здания собора и колокольни внес представитель семейства Буклукчи, лик которого увековечен в барельефе на поверхности главного колокола собора.
Первыми служителями храма стали священнослужители «намоленного места», располагавшегося на холме к востоку от современного Комратского водохранилища, на горе Кыпчак, сохранившей название от небольшого одноименного поселения, располагавшегося там до начала XX века. Священнослужители были приглашены жителями Комрата в качестве первых официальных духовных лиц, возглавивших богослужение в Комратском Соборе.
С установлением в Молдавии советской власти храм, как и остальные религиозные достопримечательности, был закрыт. Помещение было вычищено полностью, и вместо икон появились музейные экспонаты. После решения о закрытии церкви, иконы вывозили на грузовом транспорте, по некоторым данным, к пекарне, где их сжигали. По дороге, одна из икон упала, и ее подобрал местный житель. Долгие годы он хранил икону Божьей Матери у себя дома. На сегодняшний день икона располагается в храме и является единственной из старых икон. Все остальные были пожертвованы и или куплены после открытия храма в 1988 году.
С конца 80-х храм снова стал открыт. Православный приход храма был зарегистрирован 1 октября 1996 года.

## Галерея

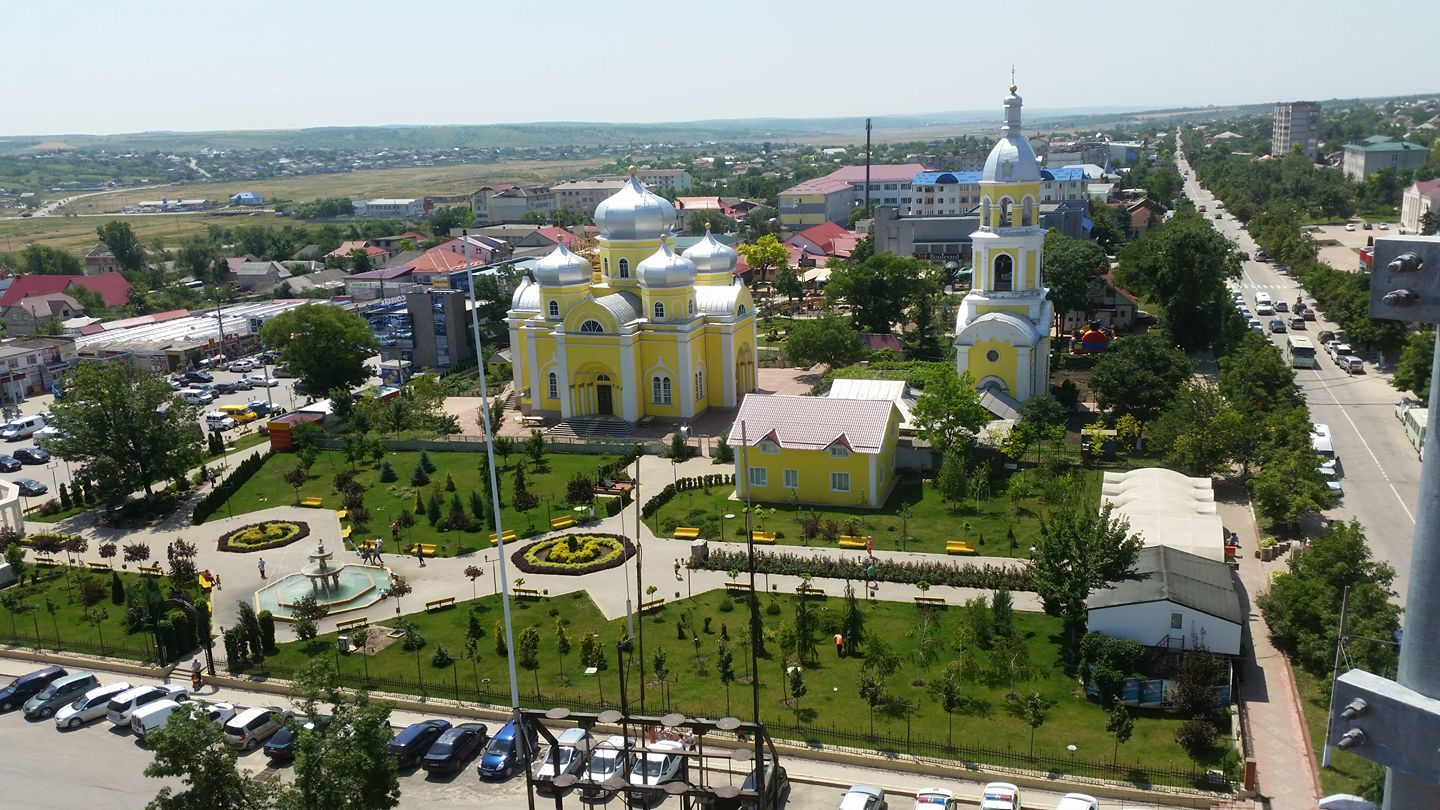
Вид с воздуха на собор
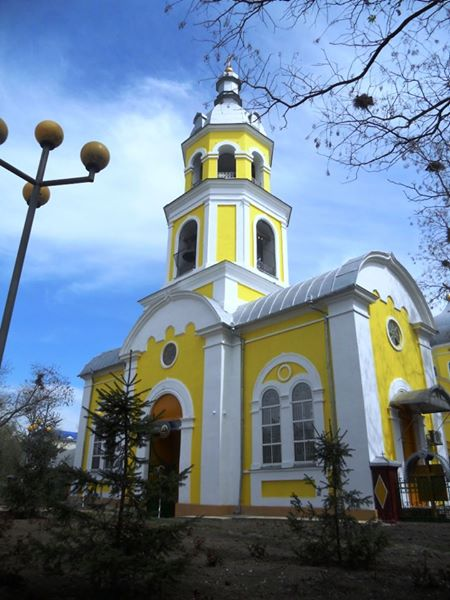
Башня собора
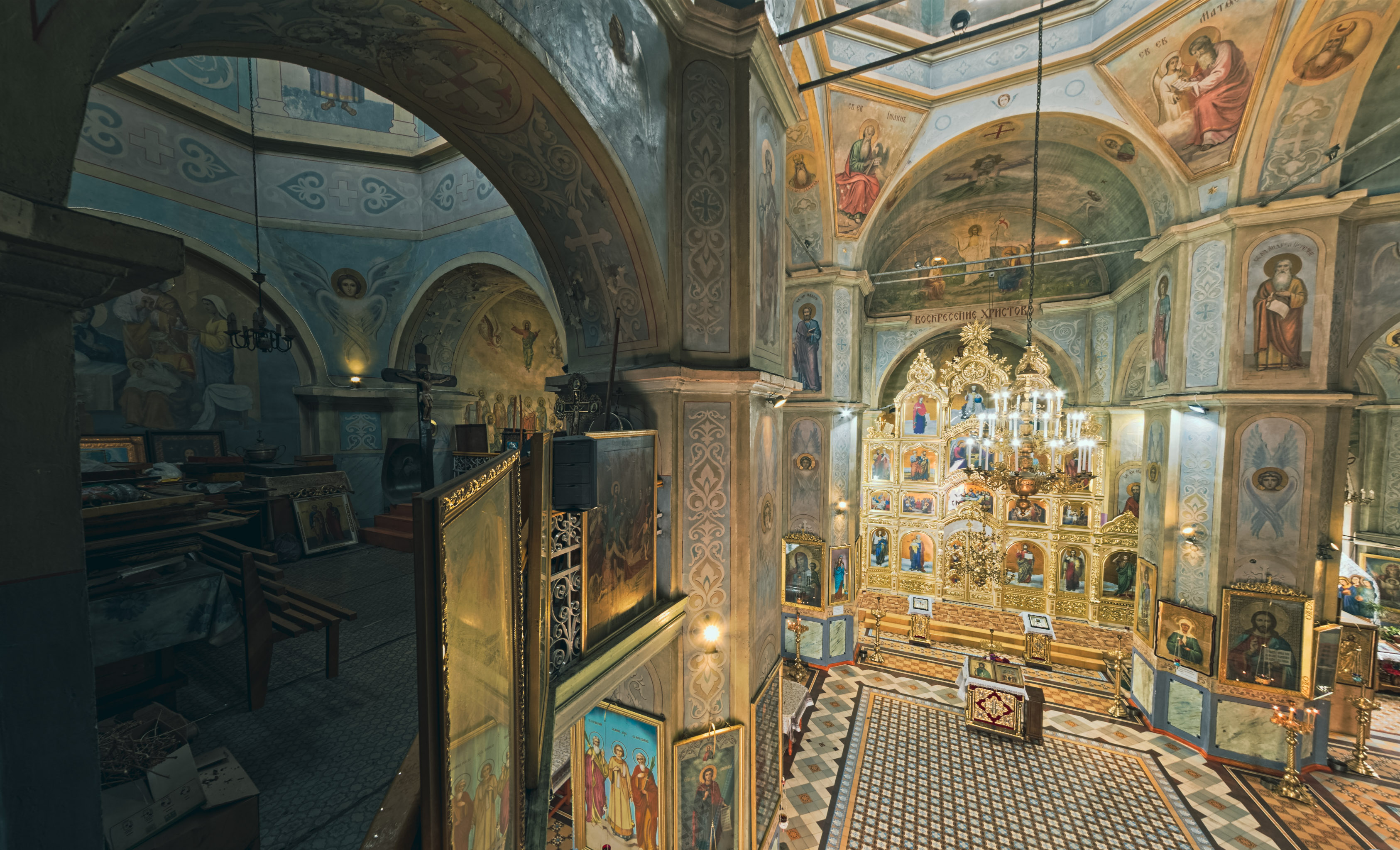
Интерьер собора
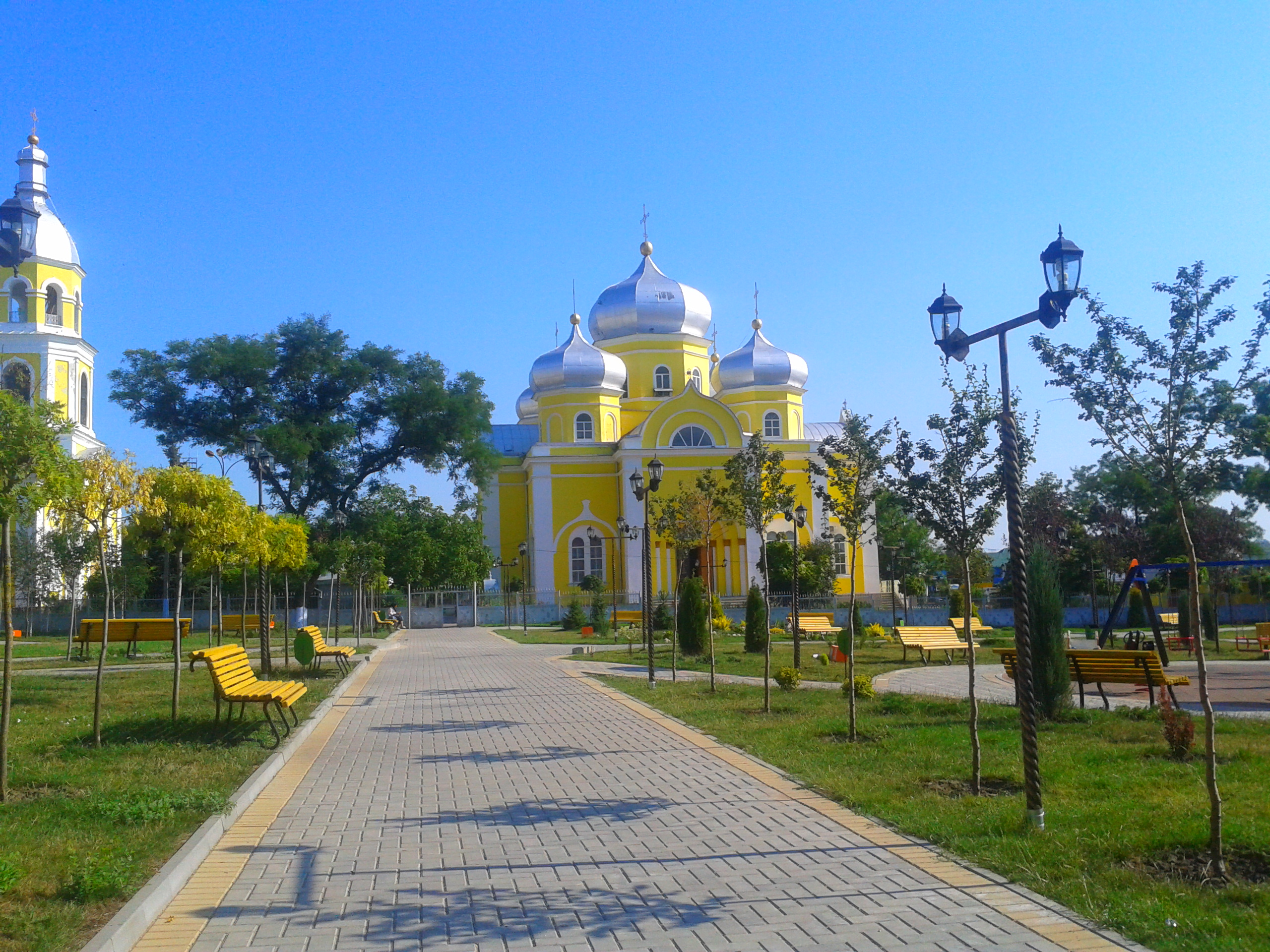
Центральный парк собора